# Jiří Štol
Jiří Štol (* 1. dubna 1954) je bývalý český fotbalista, útočník a fotbalový trenér.

## Fotbalová kariéra
V československé lize hrál za Bohemians Praha. Nastoupil ve 20 ligových utkáních a dal 2 góly. V nižších soutěžích hrál i za Slovan Liberec a TJ VCHZ Pardubice.

## Ligová bilance
| Ročník                                   | Zápasy | Góly | Klub              |
| ---------------------------------------- | ------ | ---- | ----------------- |
| 2. československá fotbalová liga 1974/75 | -      | -    | TJ VCHZ Pardubice |
| 1. československá fotbalová liga 1977/78 | 20     | 2    | Bohemians Praha   |
| Česká národní fotbalová liga 1978/79     | -      | -    | Slovan Liberec    |
| Česká národní fotbalová liga 1981/82     | 27     | 2    | Slovan Liberec    |
| Česká národní fotbalová liga 1982/83     | 24     | 2    | Slovan Liberec    |
| Česká národní fotbalová liga 1986/87     | 23     | 1    | Slovan Liberec    |
| CELKEM 1. liga                           | 20     | 2    |                   |

## Trenérská kariéra
V letech 1996-1998 byl dvě sezóny trenérem FC Slovan Liberec. Dále v lize trénoval i FK Viktoria Žižkov. Později působil i jako trenér u mládežnických reprezentací.